# 9. Streichquartett (Beethoven)

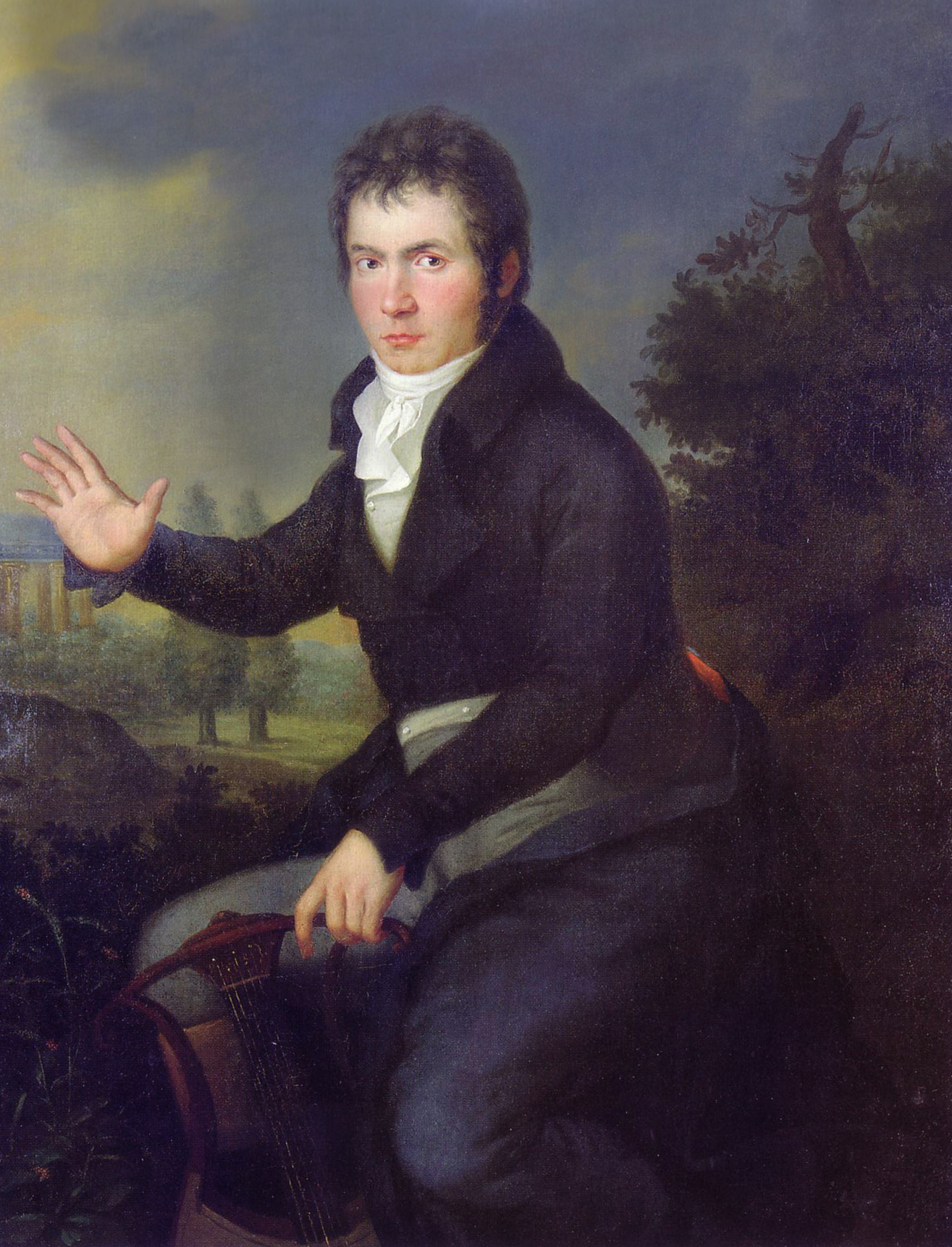
Beethoven-Porträt von Joseph Mähler aus dem Jahr 1804.

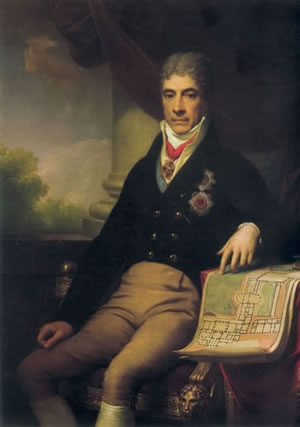
Andrei Kirillowitsch Rasumowski, Widmungsträger und Namensgeber der Quartette op. 59, auf einem Gemälde von Johann Baptist von Lampi

Das Streichquartett Nr. 9 C-Dur op. 59,3 ist ein Streichquartett von Ludwig van Beethoven. Es wurde 1806 geschrieben und ist das dritte Streichquartett in der Gruppe der Rasumowsky-Quartette. Die Quartette sind nach ihrem Auftraggeber, dem russischen Diplomaten Andrei Kirillowitsch Rasumowski, benannt, der ein wichtiger Förderer Beethovens war.

## Satzbezeichnungen
1. Satz: Introduzione: Andante con moto – Allegro vivace (C-Dur)
2. Satz: Andante con moto quasi Allegretto (a-Moll)
3. Satz: Menuetto: Grazioso (C-Dur)
4. Satz: Allegro molto (C-Dur)

## Zur Musik
Wegen ihrer russischen Atmosphäre werden die „Rasumowsky-Quartette“ auch „Russische Quartette“ genannt, jedoch ist op. 59 Nr. 3 das einzige Quartett aus der Gruppe, für das trotz seines russischen Tons keine russische Originalmelodie nachgewiesen ist. Zusammen mit den anderen Quartetten aus der „Rasumowsky“-Gruppe bildet dieses Quartett mit seiner für Streichquartette bis dahin unbekannten Komplexität einen Wendepunkt in Beethovens Schaffen.
Die „Rasumowsky“-Quartette sind derart gestaltet, dass das mittlere Quartett in Moll steht und von zwei Dur-Quartetten umrahmt wird. Dies sollte sich später bei den drei für den russischen Fürsten Nikolai Borissowitsch Golizyn komponierten Quartetten wiederholen.

### Erster Satz
Als einziges Quartett in der Rasumowsky-Gruppe hat das Quartett op. 59,3 im ersten Satz eine langsame Einleitung. Jeder verminderte Septakkord dieser Einleitung mündet in einen neuen, unaufgelösten Akkord. Nach dieser Einleitung folgt eine Solo-Kadenz der Violine, die zum lebhaften Hauptthema überleitet, das im Verlauf des Satzes variiert wird. In der Exposition entwickelt sich unter der konzertanten Oberfläche ein thematischer Entwicklungsprozess aus einem unscheinbaren Sekundintervall.
Eine der ersten Ideen Beethovens für diesen Satz war von Wolfgang Amadeus Mozarts Klarinettenquintett A-Dur KV 581 inspiriert.

### Zweiter Satz
Das Hauptthema des zweiten Satzes ist ein lyrisches Adagio in a-Moll, das von Cello-Pizzicati begleitet wird (A-Teil). Es ist von einer gleichmäßig wiegenden Achtelbewegung charakterisiert; seine Wehmut wird von Beethovens Metronom-Tempovorgabe von 56 punktierten Vierteln pro Minute bekräftigt. Es folgt der Mittelteil des Satzes (B-Teil) mit einer unbeschwerten Melodie, einer Moll-Variation des Dur-Themas. Nach Abschluss des Mittelteiles erklingt erneut das lyrische Hauptthema (C-Dur) mit leichten Variationen gegenüber dem A-Teil.
Da Beethoven laut eigener Aussage in jedes der drei „Rasumowsky“-Quartette eine russische Volksmelodie einarbeitete, ist dieser Satz möglicherweise eine Adaption einer „russischen“ Melodie.
Jedenfalls inspirierte die russische Atmosphäre dieses Satzes im Jahr 1859 den russischen Komponisten Modest Mussorgski, eine Klaviertranskription dieses Satzes zu verfassen. Weitere Bearbeitungen entstanden bereits 1819 für Klavier zu zwei Händen sowie um 1820 für zwei Gitarren.
Im Lauf der Kompositionsphase plante Beethoven für diesen Satz ein Thema im 2/4-Takt, verwendete es jedoch erst fünf Jahre später als Thema des langsamen Satzes in seiner 7. Sinfonie in A-Dur op. 92.

### Dritter Satz
Der dritte Satz wird von einem unbeschwerten Thema eingeleitet, das im Verlauf des Satzes variiert wird, nach den Variationen wird das Hauptthema des Satzes wiederholt. Während Beethoven mit dem melancholischen Adagio des zweiten Satzes in die Zukunft blickt, wirft er hier im dritten Satz einen ironischen Blick auf den höfischen Tanz der Vergangenheit.
Der Satz sollte ursprünglich nicht in F-Dur, sondern in C-Dur, das Trio in Des-Dur stehen.

### Vierter Satz
Das Hauptthema des vierten Satzes ist ein stürmisches Fugato, das im Verlauf des Satzes im ebenso stürmischen Ton variiert wird. Beethoven forderte für diesen Satz ein Tempo von 84 Takten pro Minute, was aber nicht von allen Interpreten eingehalten wird. Dieser Satz ist trotz seiner Fugati keine Fuge, sondern ein Sonatensatz ohne Wiederholung der Exposition.
Die lange Satzcoda, die mit 125 Takten länger ist als die Exposition, Durchführung und Reprise des Satzes, deutet darauf hin, dass das Finale nicht nur dieses Quartett, sondern auch die gesamte Gruppe der Rasumowski-Quartette krönend abschließen soll.
Während der Arbeit am Quartett fasste Beethoven ein Finale in c-moll ins Auge.

## Wirkung
Das Quartett wurde gemeinsam mit den anderen „Rasumowsky“-Quartetten von Ignaz Schuppanzigh und dessen Streichquartett-Ensemble im Palais des Grafen Rasumowsky aufgeführt. Beethoven war seit seiner Übersiedlung nach Wien bis zu seinem Tod im Jahre 1827 mit Schuppanzigh befreundet und pflegte den Musiker mit dem Spitznamen „Milord Falstaff“ zu bedenken. Möglicherweise durften Schuppanzigh und seine Musiker die Rasumowski-Quartette bereits in den ersten Monaten nach ihrer Entstehung, in denen der Diplomat als Auftraggeber noch die alleinigen Verwertungsrechte an den Werken besaß, öffentlich aufführen.
Wegen ihrer Komplexität stießen die Quartette op. 59 auf Unverständnis und Ablehnung. Wie die „Allgemeine musikalische Zeitung“ schrieb, müsse jedoch das Quartett op. 59 Nr. 3 „durch Eigenthümlichkeit, Melodie und harmonische Kraft jeden gebildeten Musikfreund gewinnen“.
Die Wiener Veröffentlichung des Quartetts op. 59,3 erfolgte gemeinsam mit den übrigen Rasumowski-Quartetten im Januar 1808 im „Schreyvogelschen Industriecomptoir“; die Veröffentlichungsreihenfolge der Quartette entspricht höchstwahrscheinlich auch der Reihenfolge ihrer Entstehung. 1809 veröffentlichte Simrock einen Nachdruck in Bonn; die erste Partiturausgabe der Quartette erfolgte erst im Jahr 1830.
Im Lauf der Zeit wandelte sich die öffentliche Meinung über das Quartett. Am 11. Februar 1816 war das C-Dur-Quartett Bestandteil von Ignaz Schuppanzighs Abschiedskonzert, kurz bevor dieser zu mehrjährigen Konzertreisen nach Russland aufbrach. Auch nach seiner Rückkehr im Jahr 1823 spielte Schuppanzigh das Quartett oft in seinen Kammermusikkonzerten.
Der Musikwissenschaftler Arnold Schering sah im op. 59,3 Parallelen zum „Don Quijote“ von Miguel de Cervantes angelegt. Als „in Musik gesetzte Szenen“ sah er in der Introduzione den über den Ritterbüchern sinnierenden Don Quijote, im ersten Satz beispielsweise den Ausritt aus La Mancha, im zweiten Satz Antonios Romanze, im dritten Satz Don Quijotes Auszug sowie dessen Kampf gegen die Windmühlen sowie im vierten Satz seinen Sieg.

## Trivia
Das Hauptthema des vierten Satzes diente als Titelmelodie der ZDF-Literatursendung Das Literarische Quartett.